# آنتساماکا
آنتساماکا (به لاتین: Antsamaka) یک منطقهٔ مسکونی در ماداگاسکار است که در بالانانا واقع شده‌است. آنتساماکا ۸٬۰۰۰ نفر جمعیت دارد و ۱٬۱۷۵ متر بالاتر از سطح دریا واقع شده‌است.